# ウィリアム・ハギンズ
サー・ウィリアム・ハギンズ（Sir William Huggins、1824年2月7日 - 1910年5月12日）は、イギリスの天文学者。分光観測の分野で業績を遺した。妻のマーガレット・リンジー・ハギンズも天文学者として知られている。

## 生涯
1856年にロンドン郊外のタルス・ヒル (Tulse Hill) に私設天文台を設け、観測機材を私費購入と王立天文学会からの貸与で揃えて、天体観測を始めた。天体からのスペクトル線、吸収スペクトルを観測した。銀河が連続スペクトルをもつのに対して、星雲がガスの輝線スペクトルを示すことを発見し、星雲と銀河とを区別する方法を見出した。
1865年に王立協会フェローに選出され、1870年から1871年、1895年から1897年まで副会長、1900年から1905年の間会長を務めた。会長退任後の1906年から1907年にも三度目の副会長を務めている。
なお、彼の功績を称えて、小惑星(2635)ハギンズが彼の名を取り命名されている。

## 受賞歴
- 1866年 - ロイヤル・メダル[3]
- 1867年と1885年 - 王立天文学会ゴールドメダル
- 1870年 - ラランド賞
- 1880年 - ランフォード・メダル[3]
- 1885年 - ベーカリアン・メダル[3]
- 1898年 - コプリ・メダル[3]
- 1901年 - ヘンリー・ドレイパー・メダル
- 1904年 - ブルース・メダル